# Civrieux (Ain)
Pour les articles homonymes, voir Civrieux.
Civrieux est une commune française, située dans le département de l'Ain en région Auvergne-Rhône-Alpes.
Le nom officiel de la commune, tel que répertorié par le code officiel géographique de l'INSEE, est « Civrieux ». Mais on rencontre également l'appellation « Civrieux-en-Dombes », qui n'a aucun caractère officiel.

## Toponymie
La dernière consonne est rarement prononcée. Pour les noms multisyllabiques, « x » indique l’accentuation sur la dernière syllabe le différenciant avec le z final qui sert à marquer le paroxytonisme et ne devrait pas être prononcé dans sa langue d'origine[réf. nécessaire].

## Géographie
Civrieux fait partie de la Dombes.

### Climat
Pour des articles plus généraux, voir Climat d'Auvergne-Rhône-Alpes et Climat de l'Ain.
En 2010, le climat de la commune est de type climat océanique altéré, selon une étude du CNRS s'appuyant sur une série de données couvrant la période 1971-2000. En 2020, Météo-France publie une typologie des climats de la France métropolitaine dans laquelle la commune est dans une zone de transition entre le climat semi-continental et le climat de montagne et est dans la région climatique Bourgogne, vallée de la Saône, caractérisée par un bon ensoleillement (1 900 h/an), un été chaud (18,5 °C), un air sec au printemps et en été et des vents faibles.
Pour la période 1971-2000, la température annuelle moyenne est de 11,7 °C, avec une amplitude thermique annuelle de 17,9 °C. Le cumul annuel moyen de précipitations est de 842 mm, avec 9,2 jours de précipitations en janvier et 7 jours en juillet. Pour la période 1991-2020, la température moyenne annuelle observée sur la station météorologique de Météo-France la plus proche, « Villefranche », sur la commune de Villefranche-sur-Saône à 15 km à vol d'oiseau, est de 13,1 °C et le cumul annuel moyen de précipitations est de 790,9 mm,. Pour l'avenir, les paramètres climatiques de la commune estimés pour 2050 selon différents scénarios d'émission de gaz à effet de serre sont consultables sur un site dédié publié par Météo-France en novembre 2022.

## Urbanisme

### Typologie
Au 1er janvier 2024, Civrieux est catégorisée bourg rural, selon la nouvelle grille communale de densité à 7 niveaux définie par l'Insee en 2022.
Elle est située hors unité urbaine. Par ailleurs la commune fait partie de l'aire d'attraction de Lyon, dont elle est une commune de la couronne,. Cette aire, qui regroupe 397 communes, est catégorisée dans les aires de 700 000 habitants ou plus (hors Paris),.

### Occupation des sols
L'occupation des sols de la commune, telle qu'elle ressort de la base de données européenne d’occupation biophysique des sols Corine Land Cover (CLC), est marquée par l'importance des territoires agricoles (84,3 % en 2018), une proportion sensiblement équivalente à celle de 1990 (85,1 %). La répartition détaillée en 2018 est la suivante :
terres arables (76,4 %), forêts (9,6 %), zones agricoles hétérogènes (5,2 %), zones urbanisées (3,6 %), prairies (2,6 %), eaux continentales (2,6 %).
L'évolution de l’occupation des sols de la commune et de ses infrastructures peut être observée sur les différentes représentations cartographiques du territoire : la carte de Cassini (XVIIIe siècle), la carte d'état-major (1820-1866) et les cartes ou photos aériennes de l'IGN pour la période actuelle (1950 à aujourd'hui).

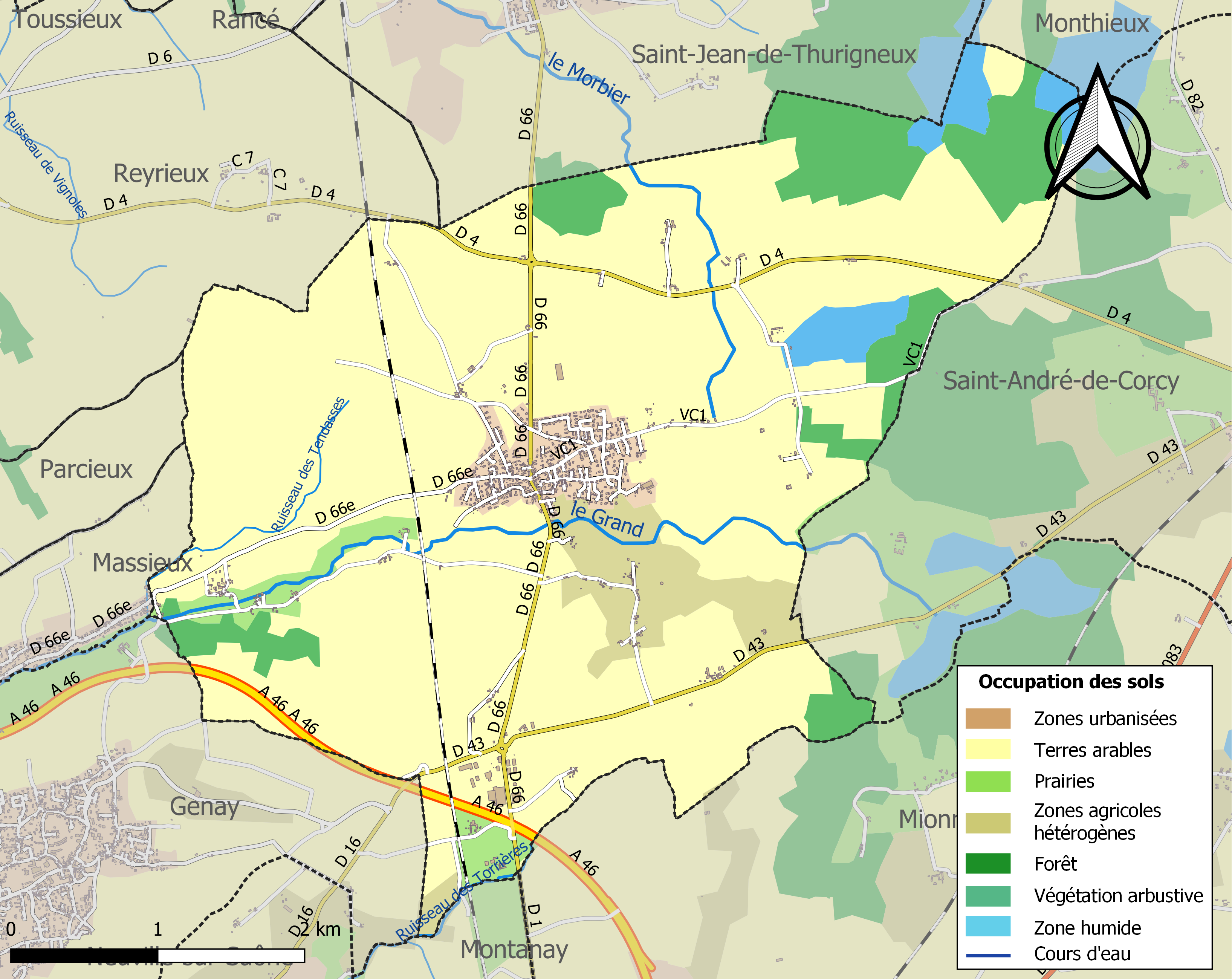
Carte des infrastructures et de l'occupation des sols de la commune en 2018 (CLC).

## Histoire
Avant la Révolution, la paroisse de Civrieux était partagée en deux. De manière approximative, l'ouest de la paroisse dépendait du Franc-Lyonnais, aux mains de l'Église de Lyon, tandis que l'est de la paroisse dépendait de la baronnie de Montribloud.
À la Révolution, la paroisse de Bussiges, appartenant aussi à la baronnie de Montribloud, décide de rallier la commune de Civrieux aux dépens de celle de Saint-André-de-Corcy.

### Hameaux

#### Beaulieu
Arrière-fief de la baronnie de Montribloud en Bresse.
Galois de Chiel, chevalier, déjà seigneur de Beaulieu en Lyonnais, le possédait en 1449. Il en fit hommage lige, le 17 avril de cette année, à Jacques de la Baume, seigneur de Montribloud. Galois de Chiel testa le 9 mars 1468, et fut inhumé à Morancey. Il laissa, entre autres enfants, Louis de Chiel, père de Meraud de Chiel, écuyer, témoin, le 13 mai 1542, du mariage de Philibert de Nagu, chevalier, avec Jeanne Mitte de Chevrières. De son mariage avec Isabeau de Saint-Symphorien, Meraud de Chiel ne laissa que des filles (un fils l'avait précédé). Isabeau, l'une d'elles, épousa Pierre Fialin, coseigneur de Beaulieu en Lyonnais, à raison de son mariage. Il mourut avant 1595. Beaulieu en Bresse était possédé, en 1620, par Jean de Marnas, et Beaulieu en Lyonnais avait pour seigneur, en 1622, Pierre Fialin, deuxième du nom.
Beaulieu en Bresse fut acquis depuis par Camille de Neuville, archevêque de Lyon, qui en fit rebâtir la maison et l'annexa à son marquisat de Neuville.

#### Bernoud
Ancienne paroisse (Ecclesia de Berno, villagium Bernodi, Bernout, Bernou), puis simple chapellenie rurale. L'église de Bernoud est comprise dans le dénombrement, fait en 984, des possessions de l'église métropolitaine de Lyon.
Les chanoines comtes de Lyon acquirent, en 1242 et 1261, de la famille de Bron, les droits qu'elle avait sur la terre de Bernoud et la poype qui dominait le Bois-seigneur, et y bâtirent un château fort (château de Bernoud) dont ils firent le chef-lieu d'une châtellenie. Le château ainsi que le village et l'église, furent ruinés pendant les guerres du milieu du XIVe siècle.

### Bussiges
Ancienne paroisse (Parrochia de Buisseges, ecclesia de Buxiaco, villa de Busigens, de Buxige, ad Busitges, Bussitges, Buxiges, Busiges), sous le vocable de Notre-Dame-de-Lumière, puis de saint Marc, aujourd'hui supprimée. Le patronage de l'église passa, au XVIIe siècle, de l'abbé de l'Ile-Barbe au seigneur d'Ombreval.
L'église de Bussiges fut confirmée à l'abbaye de l'Ile-Barbe par le pape Lucius III, en 1183. Étienne Ier de Villars, en 1186, et Étienne II, son fils, en 1226, donnèrent à cette abbaye tout ce qu'ils possédaient en propre dans les limites de la paroisse.
Le chapitre de Saint-Paul était aussi possessionné à Bussiges. Au XIIe siècle, il avait reçu les rentes et les services que lui avaient légués Humbert de Chenuens, précenteur, et le chambrier Tancrède ; au XIIIe siècle, il acquit presque tous les droits de la famille Chamarceins.
Parmi les bienfaiteurs de l'église de Bussiges, on trouve Hugues Morons, damoiseau, qui lui fit un legs, le 11 juillet 1356, « estant sur le point de monter à cheval pour les guerres de France » et Guillaume Gaspard, châtelain de Montribloud, qui demanda, par son testament du 3 juillet 1460, à être enterré devant l'autel Notre-Dame, où gisait déjà son fils.
Toutes les dîmes de la paroisse appartenaient au seigneur. Le curé était réduit à une portion congrue de 200 livres.

## Politique et administration

### Découpage territorial
La commune de Civrieux est membre de la communauté de communes Dombes Saône Vallée, un établissement public de coopération intercommunale (EPCI) à fiscalité propre créé le 1er janvier 2014 dont le siège est à Trévoux. Ce dernier est par ailleurs membre d'autres groupements intercommunaux.
Sur le plan administratif, elle est rattachée à l'arrondissement de Bourg-en-Bresse, au département de l'Ain et à la région Auvergne-Rhône-Alpes. Sur le plan électoral, elle dépend du  canton de Villars-les-Dombes pour l'élection des conseillers départementaux, depuis le redécoupage cantonal de 2014 entré en vigueur en 2015, et de la deuxième circonscription de l'Ain  pour les élections législatives, depuis le dernier découpage électoral de 2010.

### Liste des maires
| Période                                  | Période               | Identité               | Étiquette      | Qualité |
| ---------------------------------------- | --------------------- | ---------------------- | -------------- | --- |
| Les données manquantes sont à compléter. |                       |                        |                | |
| 1792                                     | 1794 (décès)          | Antoine Farjot         |                | |
| Les données manquantes sont à compléter. |                       |                        |                | |
| 1818                                     | 1828                  | Nicolas Delaigue       |                | |
| 1828                                     | 1830                  | Claude Geneviève David |                | |
| Les données manquantes sont à compléter. |                       |                        |                | |
| avant 1914                               | novembre 1918 (décès) | Pierre Berger          |                | |
| novembre 1918                            | décembre 1919         | Louis Diot             |                | Maire par intérim |
| décembre 1919                            | 1945                  | Pierre Bernalin        |                | |
| 1945                                     | mars 1971             | Benoit Stival          |                | |
| mars 1971                                | juin 1995             | Louis Gagneux          |                | |
| juin 1995                                | mai 2020              | Marie-Jeanne Béguet    | UDF puis MoDem | Ingénieure en agriculture, professeure d'économie rurale Conseillère régionale d'Auvergne-Rhône-Alpes (2015 → 2021) Vice-présidente de la CC Saône Vallée Présidente des maires ruraux de l’Ain |
| mai 2020                                 | En cours              | Gérard Porretti        | SE             | Retraité |

### Jumelages
Cerreto Laziale (Italie) depuis 1998.

## Démographie
L'évolution du nombre d'habitants est connue à travers les recensements de la population effectués dans la commune depuis 1793. Pour les communes de moins de 10 000 habitants, une enquête de recensement portant sur toute la population est réalisée tous les cinq ans, les populations de référence des années intermédiaires étant quant à elles estimées par interpolation ou extrapolation. Pour la commune, le premier recensement exhaustif entrant dans le cadre du nouveau dispositif a été réalisé en 2004.
En 2022, la commune comptait 1 986 habitants, en évolution de +23,66 % par rapport à 2016 (Ain : +5,15 %, France hors Mayotte : +2,11 %).
| 1793 | 1800 | 1806 | 1821 | 1831 | 1836 | 1841 | 1846 | 1851 |
| ---- | ---- | ---- | ---- | ---- | ---- | ---- | ---- | ---- |
| 350  | 196  | 319  | 418  | 342  | 443  | 482  | 552  | 555  |

| 1856 | 1861 | 1866 | 1872 | 1876 | 1881 | 1886 | 1891 | 1896 |
| ---- | ---- | ---- | ---- | ---- | ---- | ---- | ---- | ---- |
| 580  | 595  | 635  | 619  | 622  | 624  | 661  | 645  | 655  |

| 1901 | 1906 | 1911 | 1921 | 1926 | 1931 | 1936 | 1946 | 1954 |
| ---- | ---- | ---- | ---- | ---- | ---- | ---- | ---- | ---- |
| 630  | 632  | 592  | 560  | 524  | 536  | 494  | 482  | 471  |

| 1962 | 1968 | 1975 | 1982 | 1990 | 1999  | 2004  | 2006  | 2009  |
| ---- | ---- | ---- | ---- | ---- | ----- | ----- | ----- | ----- |
| 480  | 492  | 536  | 763  | 954  | 1 079 | 1 290 | 1 340 | 1 340 |

| 2014  | 2019  | 2022  | - | - | - | - | - | - |
| ----- | ----- | ----- | - | - | - | - | - | - |
| 1 489 | 1 829 | 1 986 | - | - | - | - | - | - |

## Économie
La commune de Civrieux se situe dans la campagne et jusque dans les années 1960, l'agriculture et dans une moindre mesure l'élevage (bovin) étaient les deux activités principales.

## Lieux et monuments
- L'église Saint-Denis de Civrieux conserve un chœur du XVe siècle avec une nef et un clocher reconstruits vers 1888 dans un style néo-gothique. Elle est inscrite à l'Inventaire général du patrimoine culturel[24].
- Chapelle funéraire des familles Rival et Nouvellet. Elle est inscrite à l'Inventaire général du patrimoine culturel[25].
- Le château, vaste édifice construit au XIXe siècle dans un style romantique en face de l'église, abrite l'institut thérapeutique, éducatif et pédagogique Les Moineaux[26].
- Poype et vestiges du château de Bernoud fondé par les chanoines-comtes de Lyon au XIIIe siècle. Il tombe en ruines au milieu du XIVe siècle et est reconstruit vers 1373[27]. Il n'en subsiste que de rares vestiges.
- La commune possède également un ancien lavoir et plusieurs croix.

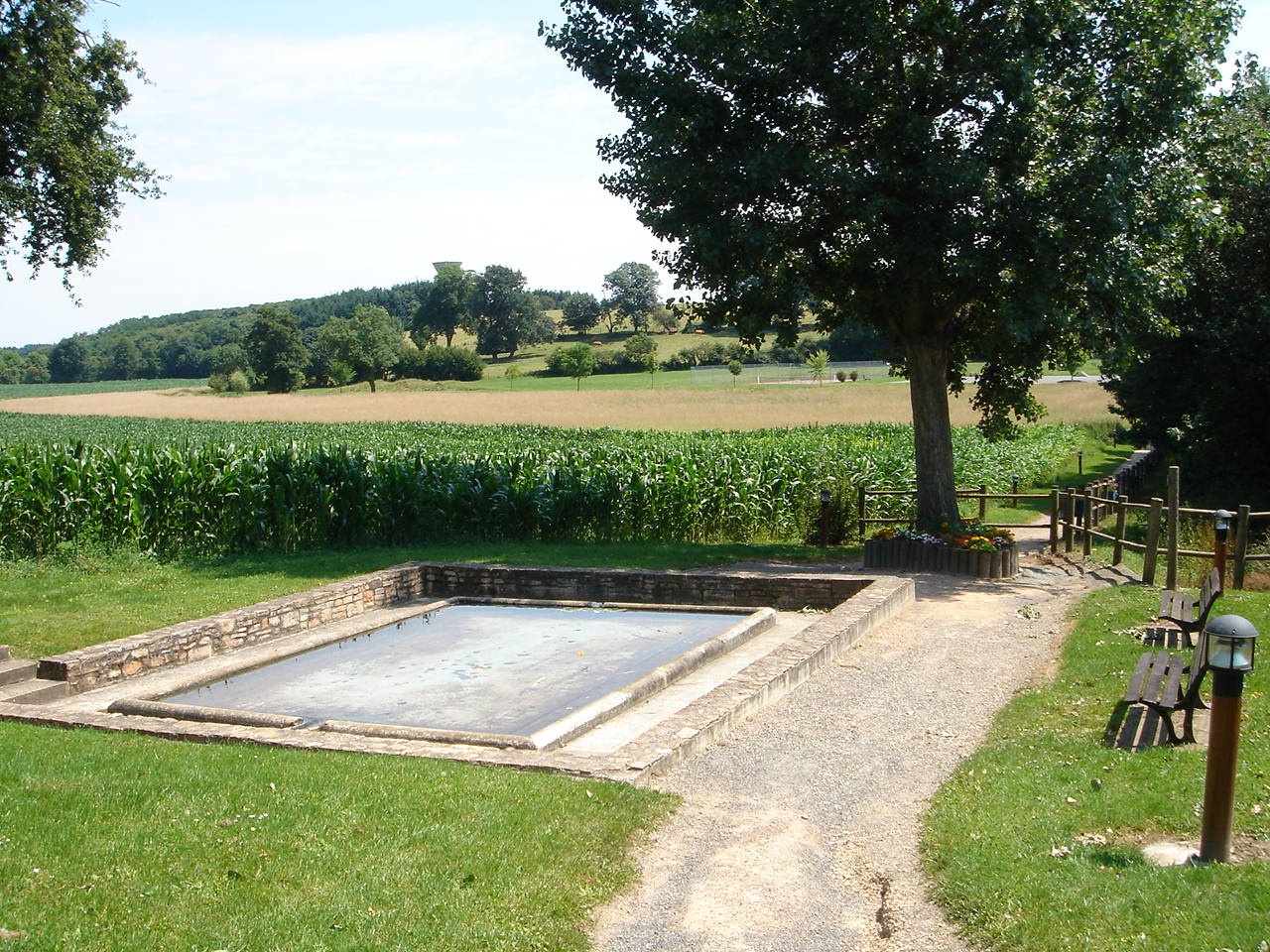
Le lavoir de Civrieux.
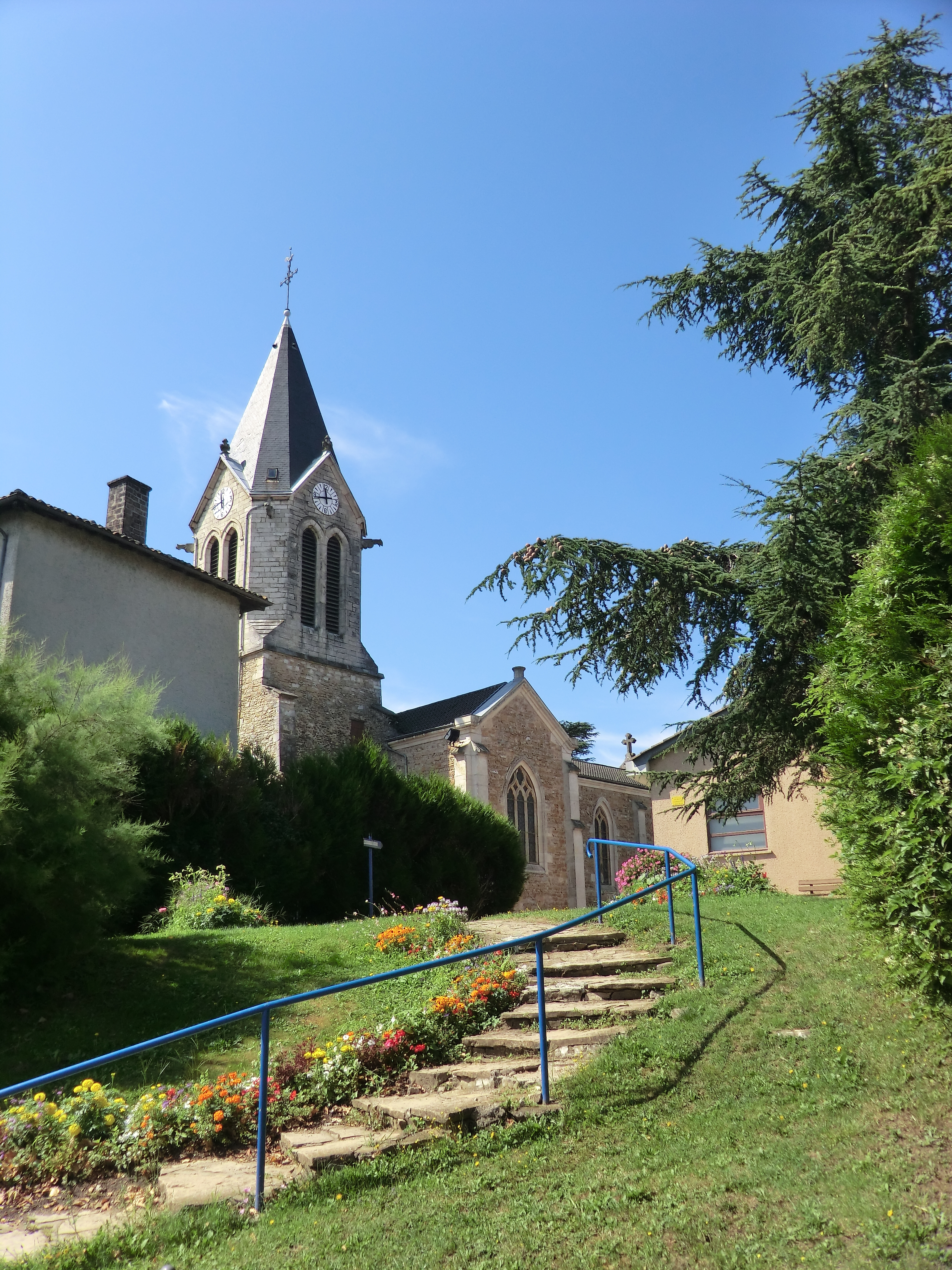
L'église de Civrieux.
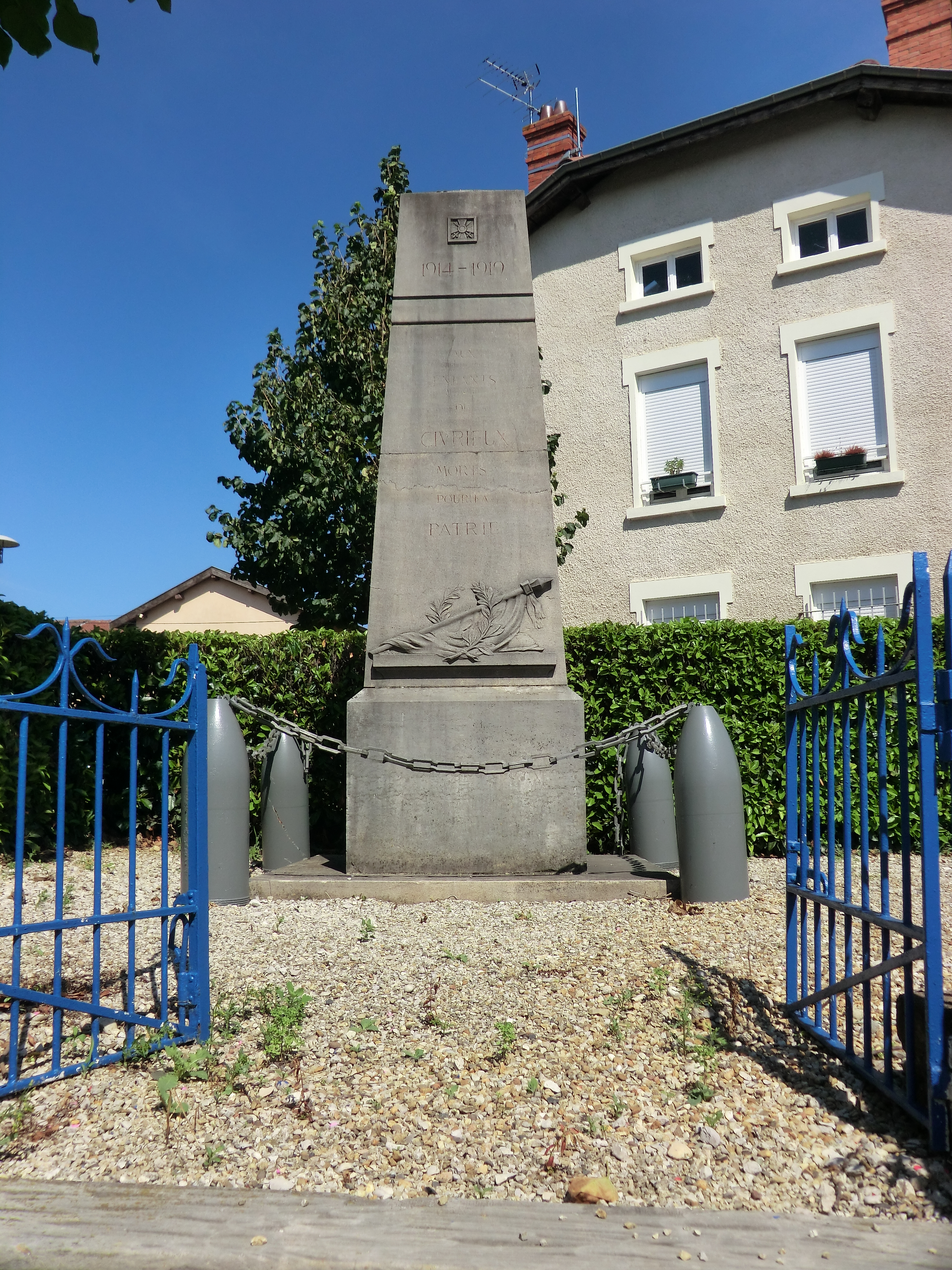
Le monument aux morts de Civrieux.